# 新潟県道182号坂町停車場金屋線
新潟県道182号坂町停車場金屋線（にいがたけんどう182ごう さかまちていしゃじょうかなやせん）は、新潟県村上市内を通る一般県道である。

## 概要

### 路線データ
- 起点：新潟県村上市坂町字前島（坂町駅）
- 終点：新潟県村上市金屋字宮分（新潟県道3号新潟新発田村上線交点）

## 接続する道路
- 村上市道（起点：村上市坂町字前島、坂町駅前）
- 新潟県道289号坂町停車場線（坂町駅前（起点） - 坂町駅前交差点で重複）
- 国道7号（中条黒川バイパス）（坂町交差点 - 藤沢交差点で重複）
- 新潟県道3号新潟新発田村上線（終点：金屋交差点）

## 周辺
- JR東日本羽越本線・米坂線 坂町駅
- 国土交通省 北陸地方整備局[1]
- 村上市役所 荒川支所
- 新潟県立荒川高等学校
- 村上市立荒川中学校
- 村上市立保内小学校
- 村上市立金屋小学校
- 村上信用金庫 荒川支店
- JAにいがた岩船 荒川支店
- 坂町郵便局
- 金屋郵便局
- 荒川ショッピングセンターアコス
- ひらせいホームセンター 荒川店
- コメリハードアンドグリーン 荒川店
- クスリのコダマ 坂町店
- 荒川